# Máy đo điện dung
Máy đo điện dung là thiết bị điện tử dùng để đo điện dung, chủ yếu là các tụ điện rời rạc. Tùy thuộc vào độ tinh vi của máy đo, nó có thể chỉ hiển thị điện dung, hoặc cũng có thể đo kèm các thông số khác như độ rò điện, điện trở nối tiếp tương đương (ESR, equivalent series resistance) và độ tự cảm. Trong hầu hết các trường hợp đo thì tụ điện phải được ngắt khỏi mạch, còn ESR thường có thể được đo trong mạch .
Máy đo LCR kết hợp các phép đo điện cảm, điện trở và điện dung vào một máy.

## Đo kiểm tra đơn giản
Việc kiểm tra đơn giản các tụ điện thì có thể dùng Ôm kế hoặc đo Ôm của đồng hồ vạn năng để đánh giá chất lượng tụ điện ngoài mạch điện. Trước khi kiểm thử thực hiện nối tắt hai điện cực để tụ điện phóng hết điện.
- Chọn thang đo Ôm theo kinh nghiệm. Các tụ điện dung lớn thì dùng thang đo ôm nhỏ.
- Chạm que đo vào điện cực của tụ, theo đúng cực tính nếu là tụ hóa. Quan sát sự thay đổi của giá trị ôm đọc được. Nếu giá trị ôm tăng chậm thì điện dung của tụ còn cao. Nếu có giá trị Ôm khác với ∞ thì tụ đã bị dò điện.

Với các tụ điện không có cực tính thì thực hiện lại thao tác với cực tính Ôm kế ngược lại. Các tụ tốt thì điện tích của phép thử trước sẽ phóng vào Ôm kế tạo ra giá trị ôm âm ở đầu phép thử.

## Đo bằng đồng hồ vạn năng hiện số
Các đồng hồ vạn năng hiện số (viết tắt tiếng Anh là DVM) có bố trí một vài thang đo điện dung, đủ cho kiểm tra thông thường các tụ điện rời. Chọn thang đo phù hợp để kiểm tra, và nếu có nghi ngờ thì dùng thang Ôm kiểm tra độ rò điện .

Đo điện dung tụ xoay với đồng hồ vạn năng kỹ thuật số
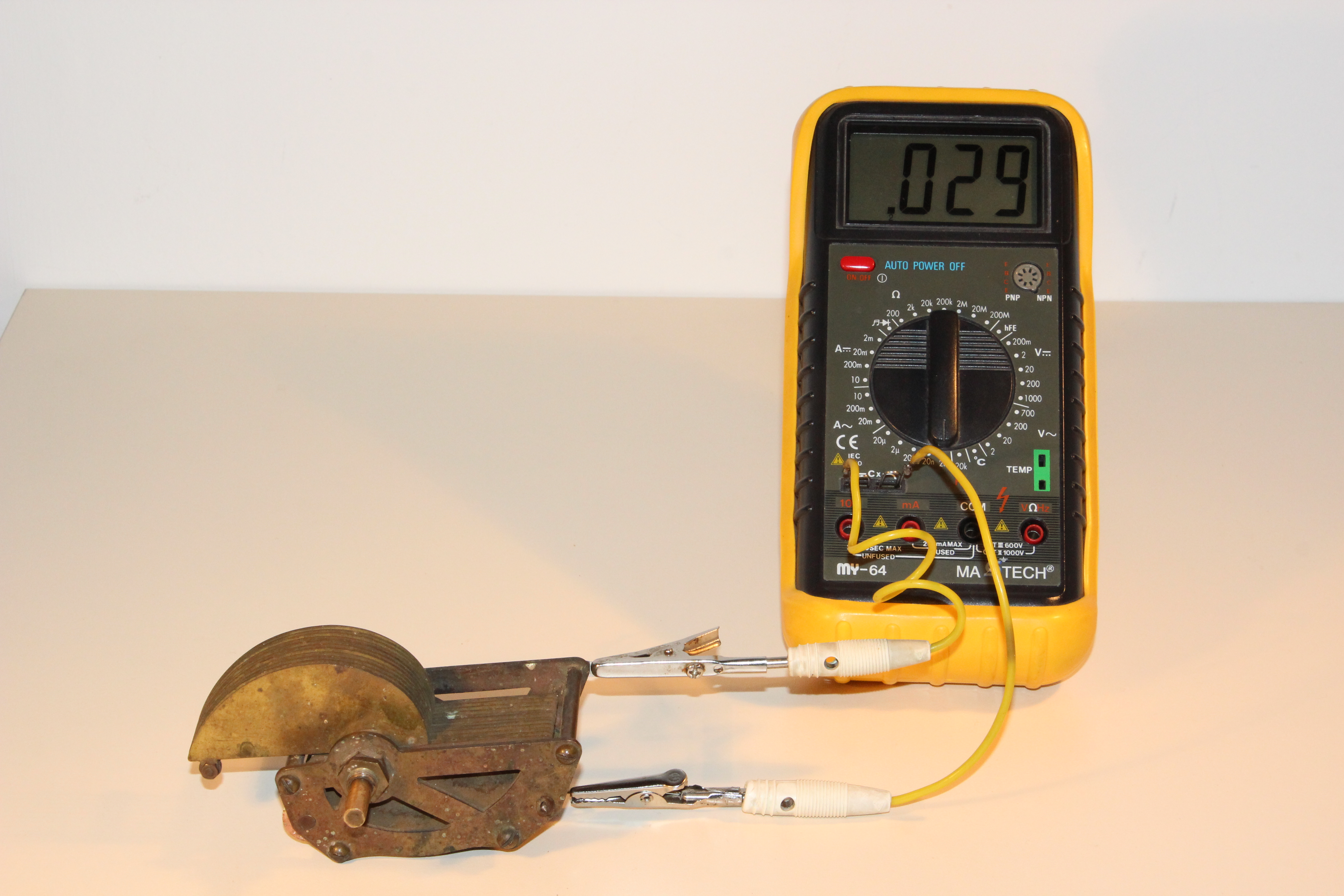
Cmin = 29 pF
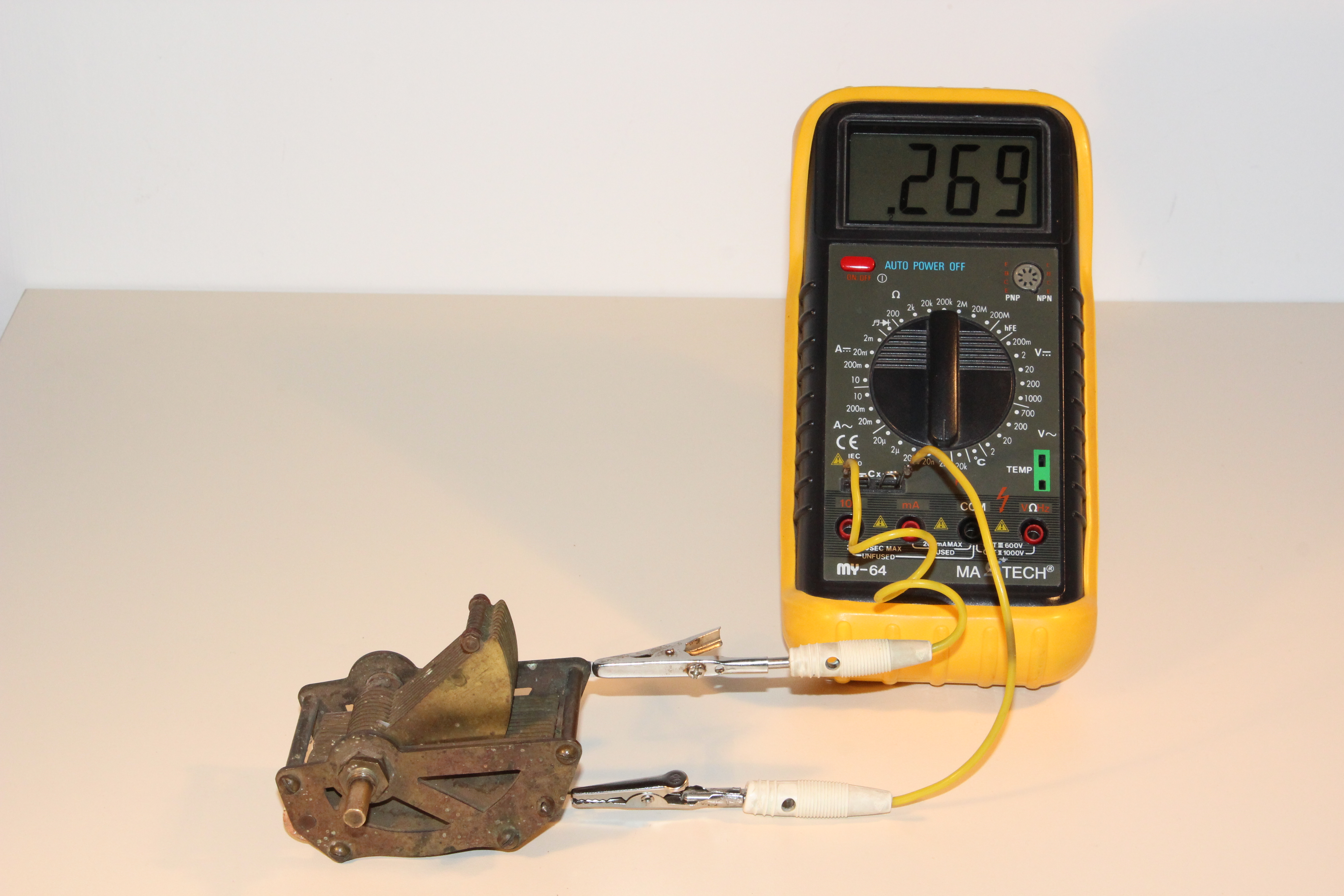
C = 269 pF
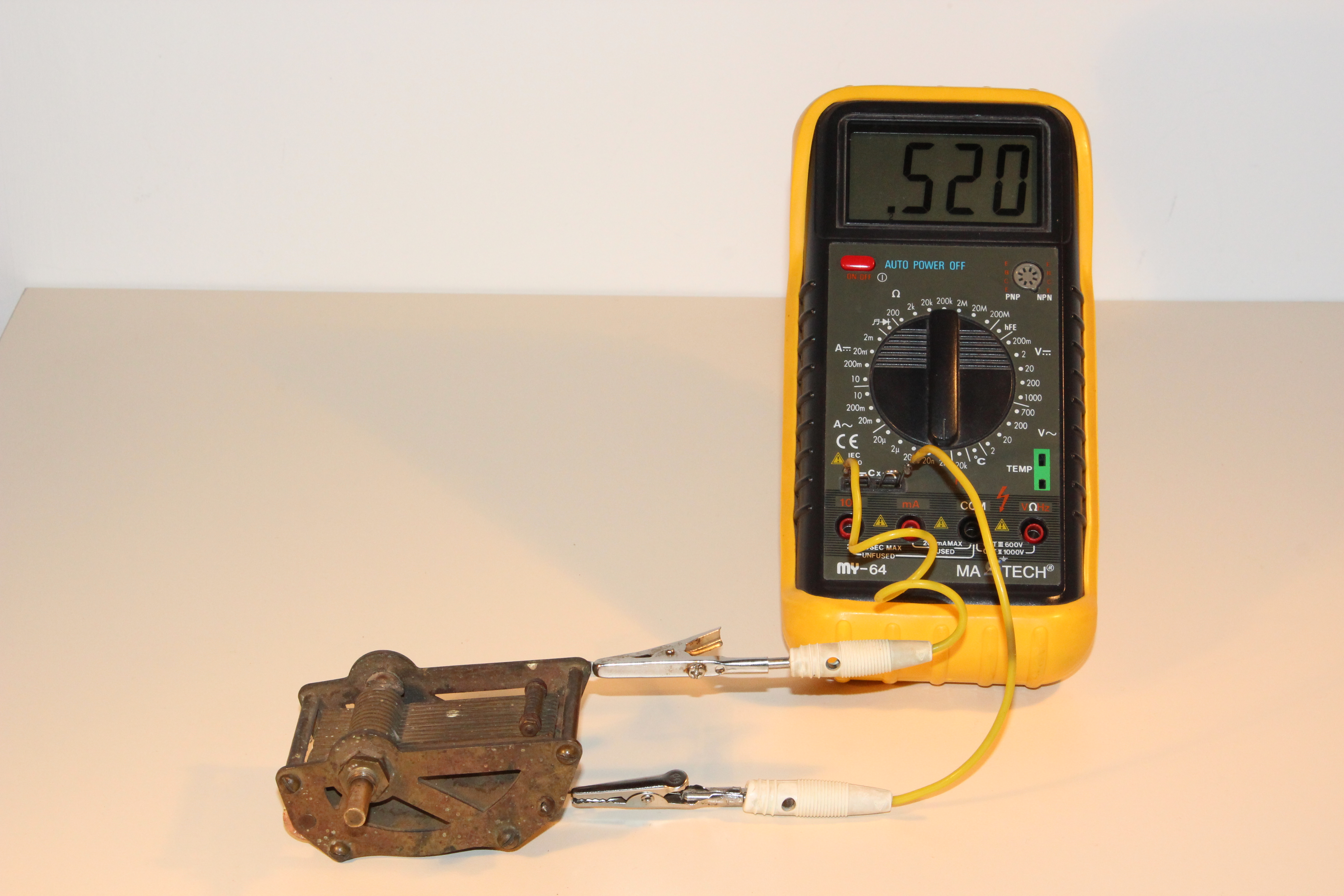
Cmax = 520 pF

## Cầu đo
Trong đo đạc dùng cầu đo thì điện dung cần đo ráp vào vị trí đo trong cầu, và điện dung được so với điện dung mẫu để xác định giá trị. Phép đo cho ra độ chính xác cao hơn.

Đo điện dung với cầu đo
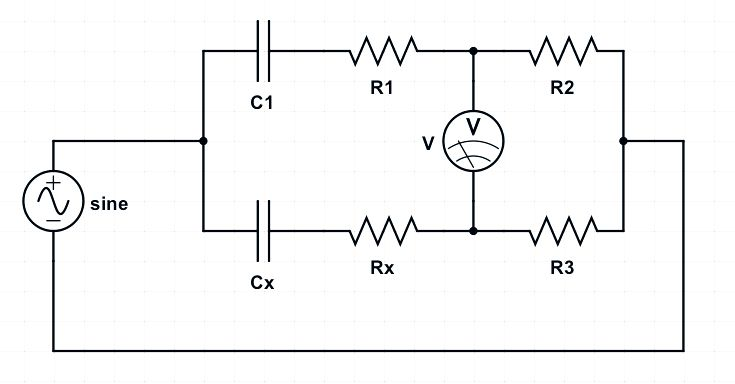
Cầu đo điện trở nối tiếp
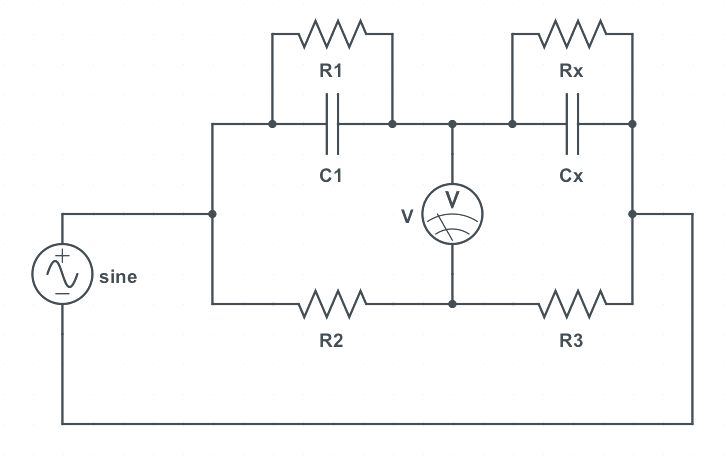
Cầu đo điện trở song song.